# جزیره وارمی
جزیره وارمی جزیره‌ای شنی و کم‌ارتفاع در آب‌های تنگه خوران میان جزیره قشم و بندر خمیر است. این جزیره در زمان مد آب پنهان و در زمان جزر آب نمایان می‌شود. اکثر جزایری در زیر آب قرار می‌گیرند دارای بستری گلی می‌باشند ولی این جزیره پوشیده از شن‌های بسیار تمیز و بدون داشتن هیچ گونه گل و لایی می‌باشد.
وارمی به گویش محلی به نهنگ گفته می‌شود و این جزیره به نهنگی تشبیه شده‌است که در برخی از زمان‌های بالای آب آمده و نمایان می‌شود.

## نگارخانه

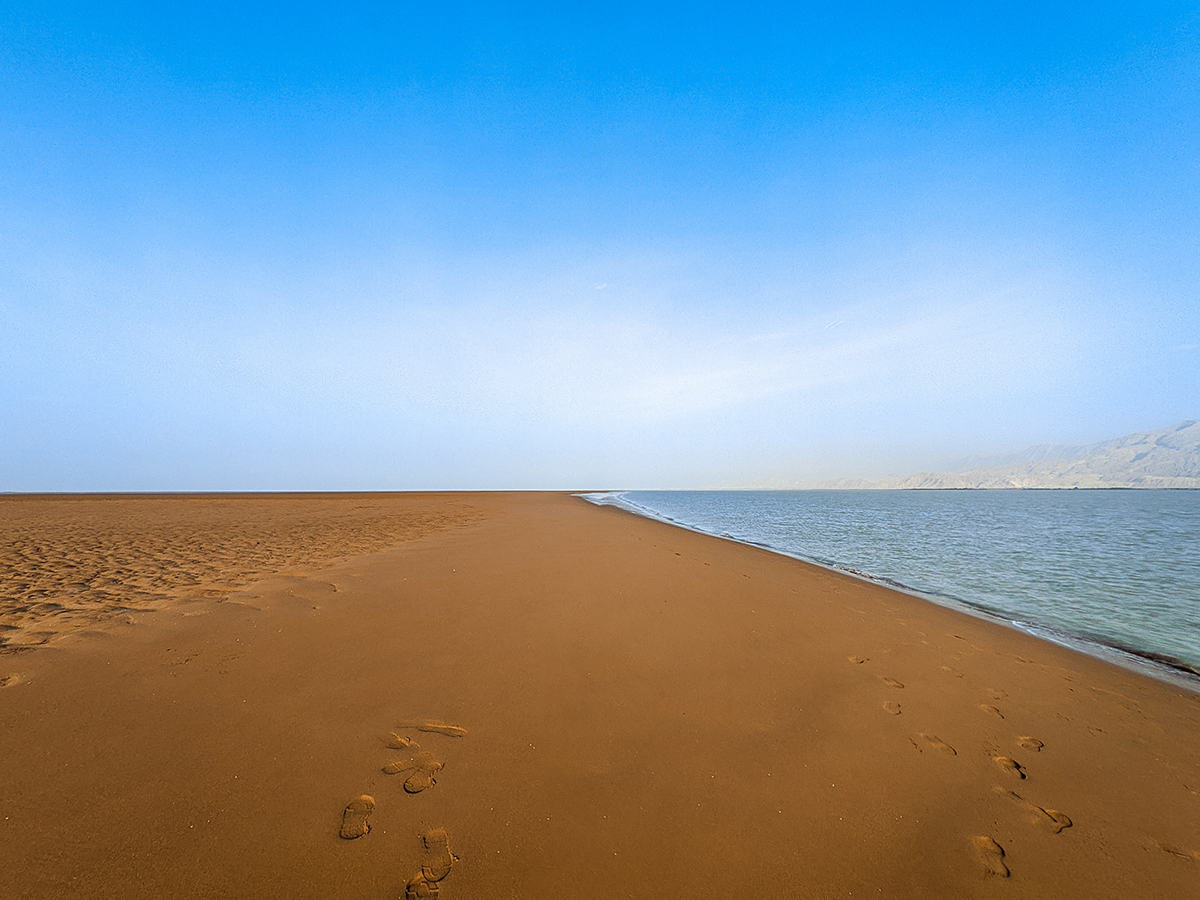
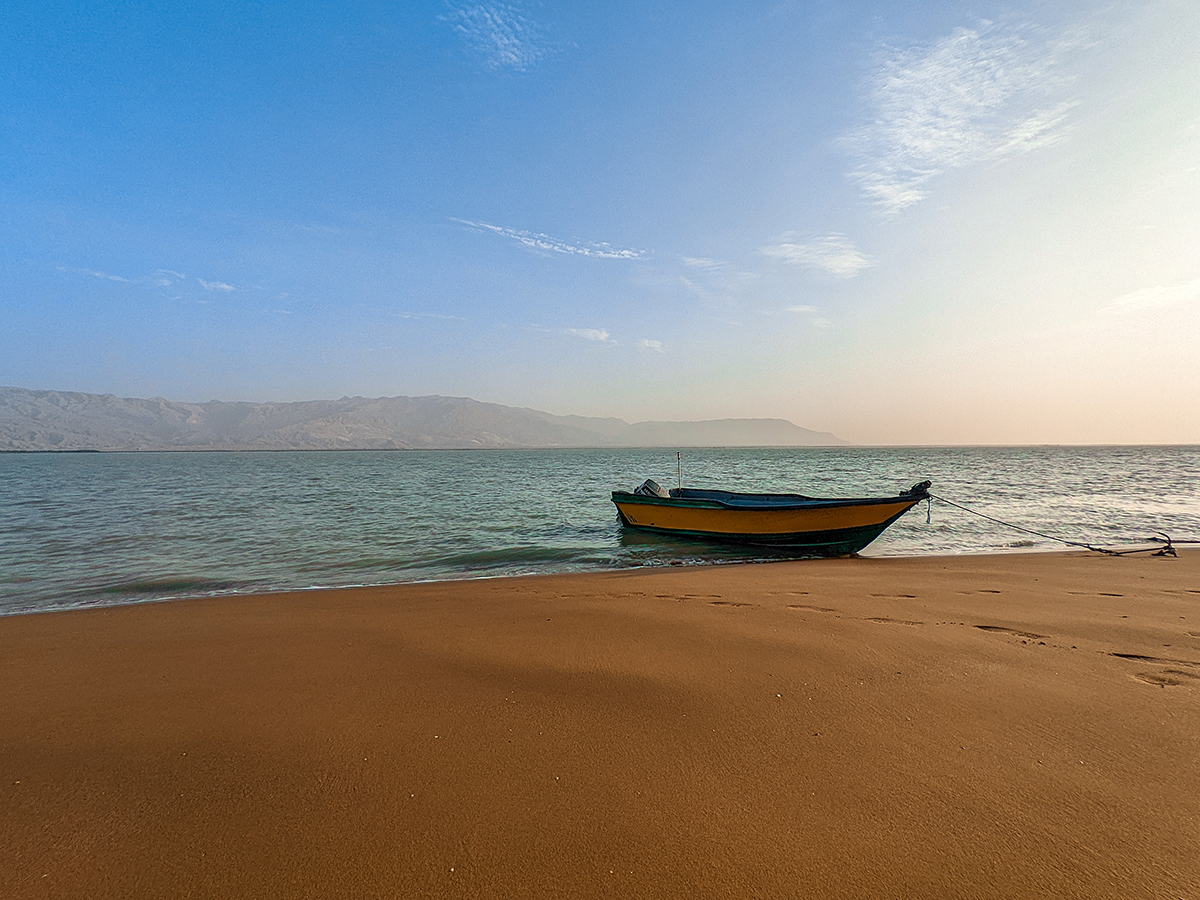
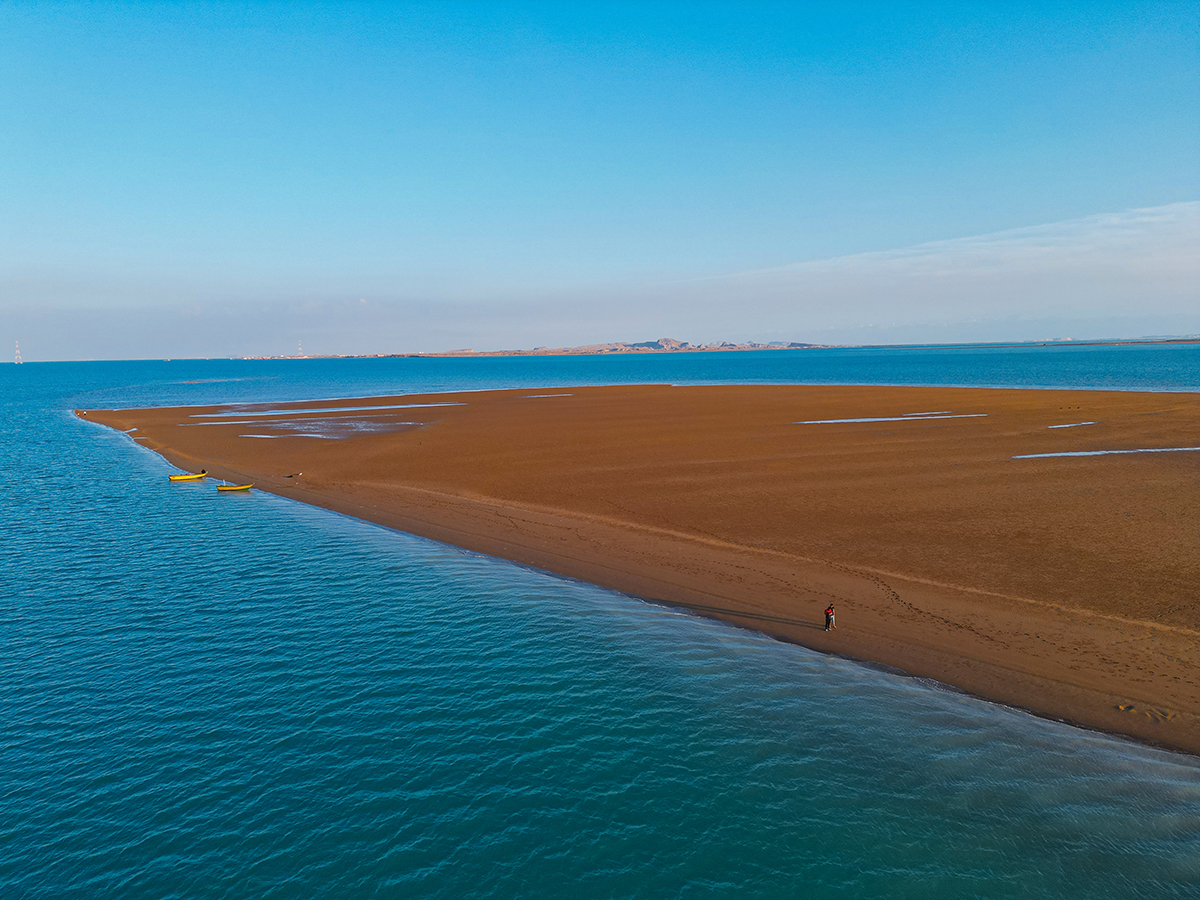